# Biuletyn Ryterski
Biuletyn Ryterski – periodyk o historii i współczesnym Rytrze i okolicy wydawany w latach 1995–2002. Wydawany był przez Stowarzyszenie Miłośników Rytra. Łącznie ukazało się 97 numerów.
Redaktorzy prowadzący: Stanisław Węglarz, Władysław Wnętrzak, Józef Kulig do 1998 roku, Marek Tokarczyk (1999–2000) i Andrzej Kolbusz (2000–2002). Tytuł nawiązywał do ukazującego się w latach 1990-1993 "Ryterskiego Biuletynu Informacyjnego" redagowanego i wydawanego przez Komitet Obywatelski w Rytrze.